# Неджиб Гоммід
Неджиб Гоммід (араб. نجيب غميض, фр. Néjib Ghommidh, нар. 12 березня 1953) — туніський футболіст, що грав на позиції півзахисника.
Виступав за клуби «Клуб Африкен» та «Аль-Іттіхад», а також національну збірну Тунісу.

## Клубна кар'єра
У дорослому футболі дебютував 1972 року виступами за команду «Клуб Африкен», в якій провів шість сезонів, вигравши з командою по два чемпіонати так Кубки Тунісу.
Протягом 1978—1979 років захищав кольори саудівського клубу «Аль-Іттіхад», після чого 1979 року повернувся до клубу «Клуб Африкен», за який відіграв ще 3 сезони і 1980 року востаннє став чемпіоном країни. Завершив професійну кар'єру футболіста виступами за команду «Клуб Африкен» у 1982 році.

## Виступи за збірну
1974 року дебютував в офіційних матчах у складі національної збірної Тунісу.
У складі збірної був учасником Середземноморських ігор 1975 року в Алжирі, здобувши бронзові нагороди, Кубка африканських націй 1978 року в Гані та чемпіонату світу 1978 року в Аргентині.

## Титули і досягнення
- Чемпіон Тунісу (3):

«Клуб Африкен»: 1972/73, 1973/74, 1979/80
- Володар Кубка Тунісу (2):

«Клуб Африкен»: 1972/73, 1975/76